# Yunbao Motor
Yunbao Motor Co. war ein Hersteller von Automobilen aus der Volksrepublik China.

## Unternehmensgeschichte
Das Unternehmen aus Jing’an begann 1993 mit der Produktion von Automobilen. Der Markenname lautete Yunbao. 1999 wurde zusammen mit Dongfeng Motor Corporation Dongfeng Fengshen gegründet. 2001 endete die Produktion.

## Fahrzeuge

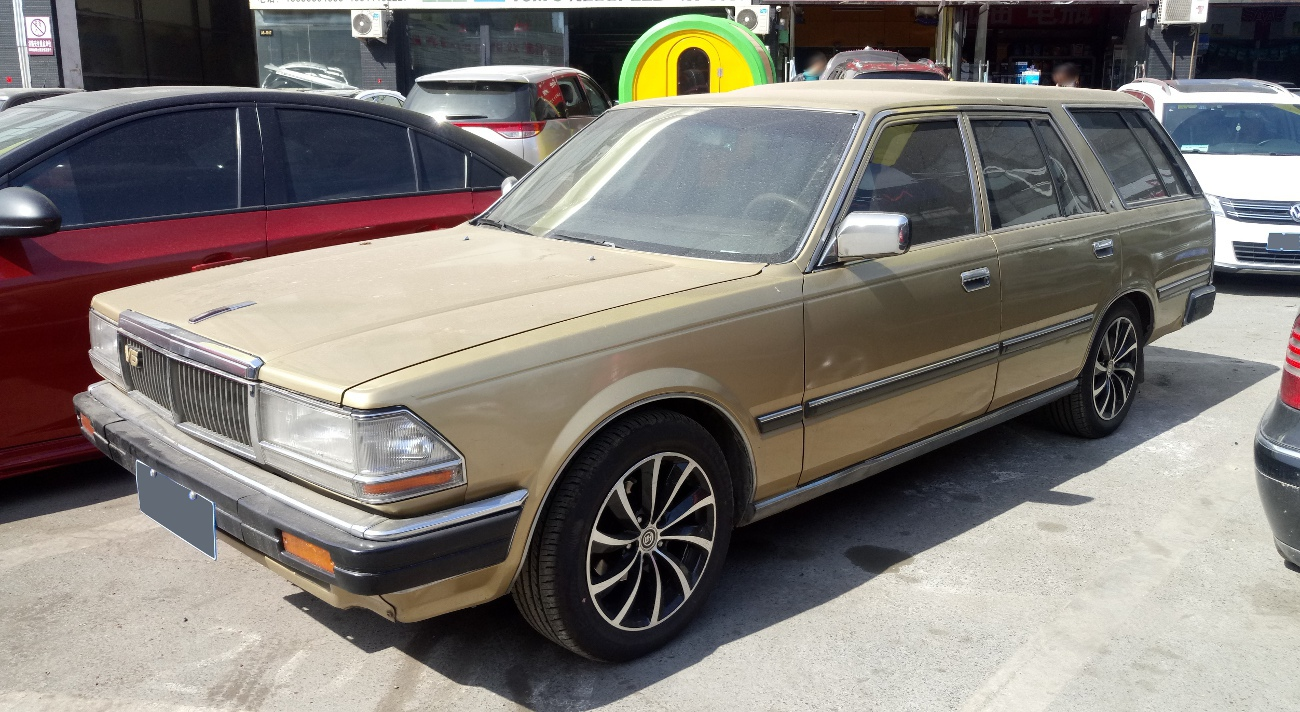
Yunbao YB6470

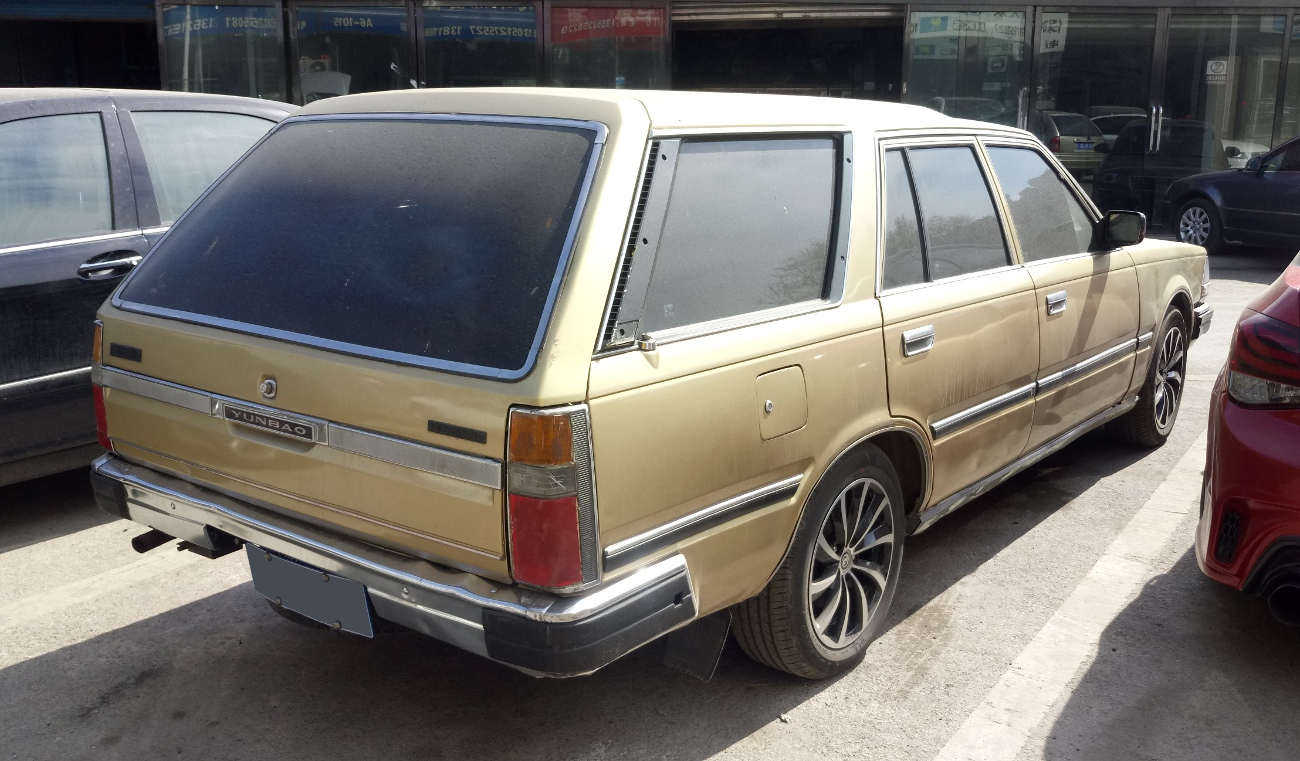
Yunbao YB6470 (Heckansicht)

Das Unternehmen stellte die Modelle Nissan Bluebird und Nissan Patrol GR in Lizenz her.

## Produktionszahlen
| Jahr | Produktionszahl | Quelle      |
| ---- | --------------- | ----------- |
| 2000 | 599             | [ 2 ] [ 4 ] |
| 2001 | 2276            | [ 2 ] [ 4 ] |
| 2002 | 0               | [ 2 ] [ 4 ] |
| 2003 | 0               | [ 2 ] [ 4 ] |
| 2004 | 0               | [ 4 ]       |